# Carex nigromarginata
Carex nigromarginata là một loài thực vật có hoa trong họ Cói. Loài này được Schwein. mô tả khoa học đầu tiên năm 1824.